# NGC 4175
NGC 4175 is een spiraalvormig sterrenstelsel in het sterrenbeeld Hoofdhaar. Het hemelobject werd op 11 april 1785 ontdekt door de Duits-Britse astronoom William Herschel. Samen met NGC 4169, NGC 4173, en NGC 4174 vormt NGC 4175 Hickson Compact Group 61.

## Synoniemen
- UGC 7211
- MCG 5-29-36
- ZWG 158.45
- HCG 61C
- IRAS 12099+2926
- PGC 38912